# Лучшие синглы США 2022 года по версии Billboard

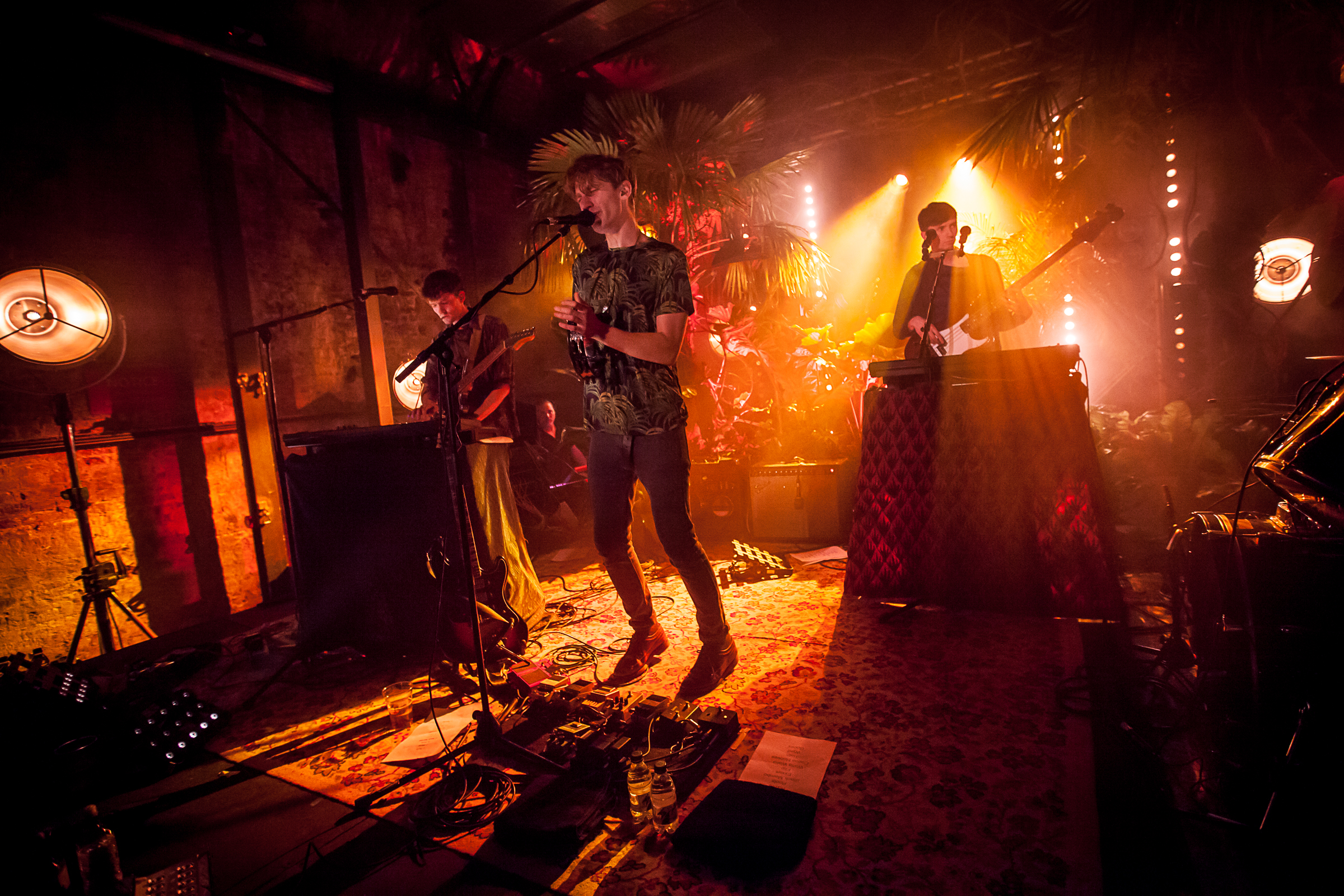
«Heat Waves» британской инди-рок-группы Glass Animals возглавила список лучших песен 2022 года в США. Она провела 5 недель на первом месте в еженедельном чарте и 91 неделю в сумме, установив абсолютный рекорд по самомому длительному нахождению в нём за все 64 года существования Billboard Hot 100

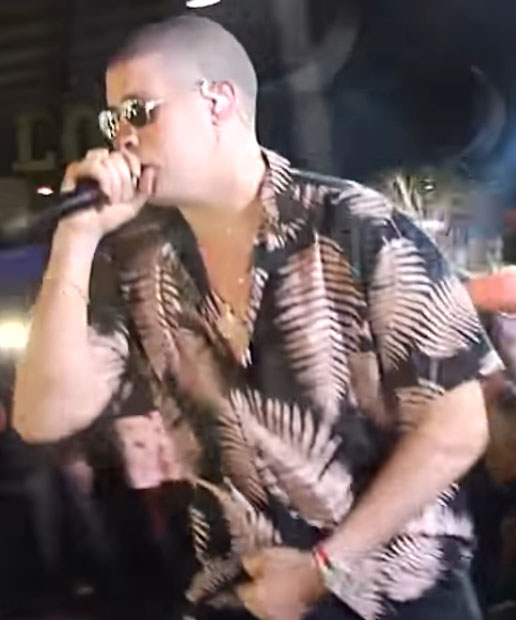
Бэд Банни имеет 7 песен в итоговом списке года с его четвёртого студийного альбома Un Verano Sin Ti, деля лидерство по этому показателю с певицей Doja Cat. Их семи песен три вошли в Топ-50, «Me Porto Bonito» (№ 20), «Tití Me Preguntó» (№ 22) и «Moscow Mule» (№ 44).

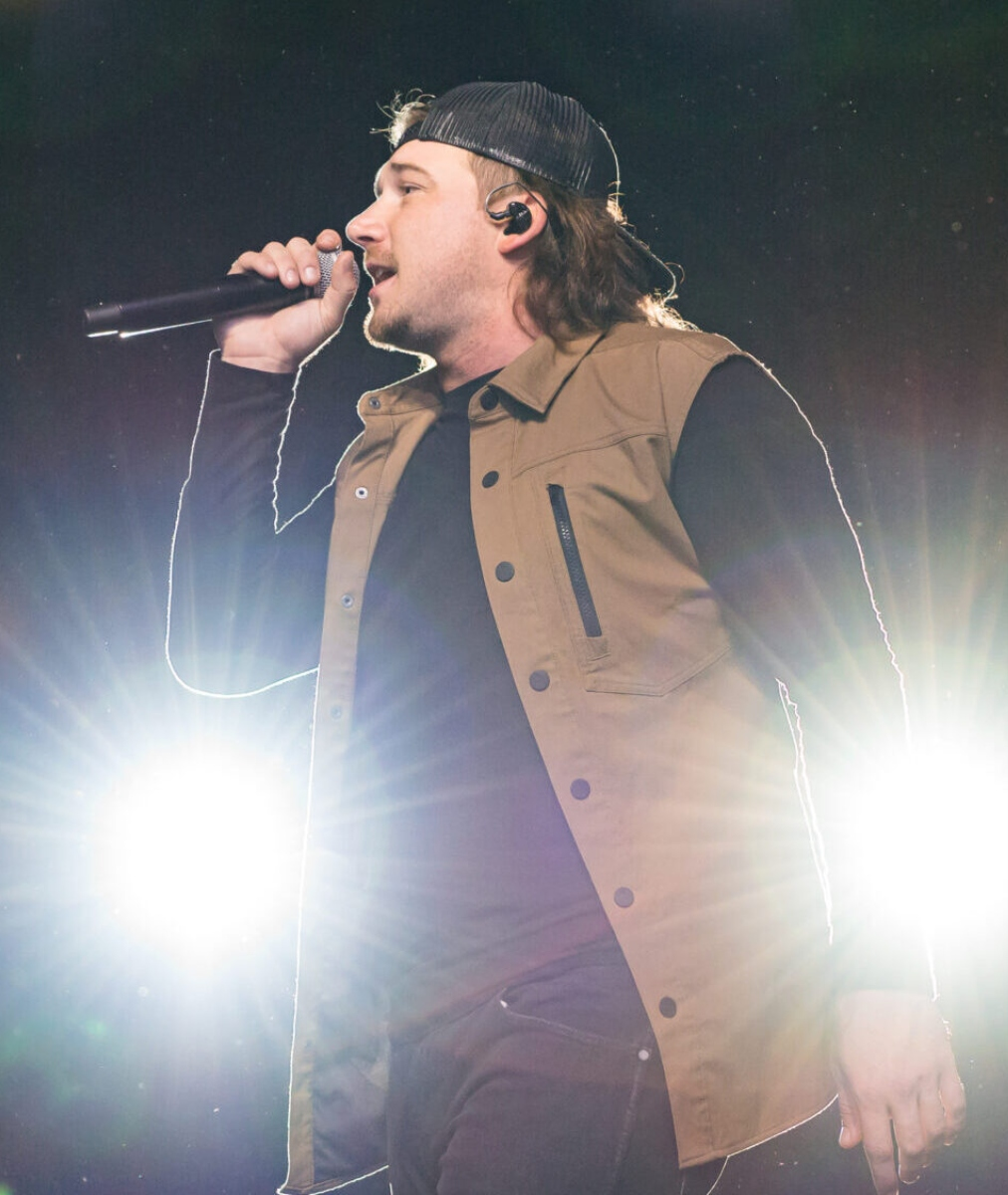
Пять песен кантри-музыканта Моргана Уоллена вошли в итоговый список, включая «Wasted on You» на 19-м месте.

Лучшие синглы США 2022 года (Billboard Year-End Hot 100 Songs of 2022) — итоговый список наиболее популярных синглов журнала Billboard по данным продаж за 2022 год (список опубликован на сайте 1 декабря). Для создания списка учитывались фактические данные Luminate (до 2022 года называлась MRC Data, а ранее Nielsen SoundScan) о физических и цифровых продажах музыкальных синглов и ротации песен на радио с 20 ноября 2021 года по 12 ноября 2022 года.

## История
Лучшей песней 2022 года стала «Heat Waves» британской инди-рок-группы Glass Animals. Она пять недель возглавляла еженедельный хит-парад Billboard Hot 100, проведя в нём в сумме 91 неделю и установив абсолютный рекорд по самому длительному нахождению в нём на вершину за все 64 года существования Hot 100 (произошло это спустя 59 недель после дебюта). «Heat Waves» — это первый номер 1 в Hot 100 по итогам года от группы (состоящей более чем из двух участников) с момента выхода «Boom Boom Pow» группы The Black Eyed Peas в 2009 году. Кроме того, до этого года ни одна британская группа не возглавляла список по итогам года со времен The Police с песней «Every Breath You Take» в 1983 году. (Среди дуэтов Macklemore & Ryan Lewis из США возглавили список 2013 года с песней «Thrift Shop» при участии Wanz; среди несолирующих британских групп между Glass Animals и The Police расположился дуэт Wham!, занявший первое место в 1985 году с песней «Careless Whisper»). Песня «Heat Waves» также возглавила итоговый чарт Streaming Songs.
Занявшая второе место песня «As It Was» британского певца Гарри Стайлза, возглавила три других итоговых чарта: Billboard Global 200, Billboard Global Excl. U.S. и Pop Airplay Songs.
Занявшая третье место песня «Stay» дуэта The Kid LAROI и Джастина Бибера, возглавила два других итоговых радиоэфирных чарта: Radio Songs и Adult Pop Airplay Songs. Занявшая четвёртое место песня «Easy on Me» возглавила чарт Adult Contemporary Songs; а занявшая десятое место песня «Cold Heart (Pnau remix)», возглавила чарт цифровых продаж Digital Song Sales.
Лучшей хип-хоп-песней года в итоговом списке Year-End Charts Hot R&B/Hip-Hop Songs стал сингл «First Class» в исполнении Джек Харлоу.
Лучшей кантри-песней года в итоговом списке Year-End Charts Hot Country Songs стал сингл «Wasted on You» кантри-певца Морган Уоллен. Лучшей рок-песней года в соответствующем итоговом списке Year-End Charts Hot Rock & Alternative Songs стал сингл «Heat Waves» в исполнении группы Glass Animals.

## Список
| №  | Название                                 | Исполнитель                                                                                                |
| -- | ---------------------------------------- | --- |
| 1  | «Heat Waves»                             | Glass Animals                                                                                              |
| 2  | «As It Was»                              | Гарри Стайлз                                                                                               |
| 3  | «Stay»                                   | The Kid Laroi и Джастин Бибер                                                                              |
| 4  | «Easy on Me»                             | Адель |
| 5  | «Shivers»                                | Эд Ширан                                                                                                   |
| 6  | «First Class»                            | Джек Харлоу                                                                                                |
| 7  | «Big Energy»                             | Latto |
| 8  | «Ghost»                                  | Джастин Бибер                                                                                              |
| 9  | «Super Gremlin»                          | Kodak Black                                                                                                |
| 10 | «Cold Heart (Pnau remix)»                | Элтон Джон и Dua Lipa                                                                                      |
| 11 | «Wait for U»                             | Фьючер при участии Дрейка и Tems                                                                           |
| 12 | «About Damn Time»                        | Лиззо |
| 13 | «Bad Habits»                             | Эд Ширан                                                                                                   |
| 14 | «Thats What I Want»                      | Lil Nas X                                                                                                  |
| 15 | «Enemy»                                  | Imagine Dragons и JID                                                                                      |
| 16 | «Industry Baby»                          | Lil Nas X и Джек Харлоу                                                                                    |
| 17 | «ABCDEFU»                                | Gayle |
| 18 | «Need to Know»                           | Doja Cat                                                                                                   |
| 19 | «Wasted on You»                          | Морган Уоллен                                                                                              |
| 20 | «Me Porto Bonito»                        | Бэд Банни и Chencho Corleone                                                                               |
| 21 | «Woman»                                  | Doja Cat                                                                                                   |
| 22 | «Tití Me Preguntó»                       | Бэд Банни                                                                                                  |
| 23 | «Running Up That Hill (A Deal with God)» | Кейт Буш                                                                                                   |
| 24 | «We Don’t Talk About Bruno»              | Каролина Гайтан, Мауро Кастильо, Адасса, Рензи Фелиз, Дайан Герреро, Стефани Беатрис и исполнители Encanto |
| 25 | «Late Night Talking»                     | Гарри Стайлз                                                                                               |
| 26 | «I Like You (A Happier Song)»            | Post Malone при участии Doja Cat                                                                           |
| 27 | «You Proof»                              | Морган Уоллен                                                                                              |
| 28 | «Bad Habit»                              | Стив Лейси                                                                                                 |
| 29 | «Sunroof»                                | Nicky Youre и Dazy                                                                                         |
| 30 | «One Right Now»                          | Post Malone и the Weeknd                                                                                   |
| 31 | «Good 4 U»                               | Оливия Родриго                                                                                             |
| 32 | «Numb Little Bug»                        | Em Beihold                                                                                                 |
| 33 | «Jimmy Cooks»                            | Дрейк при участии 21 Savage                                                                                |
| 34 | «'Til You Can't»                         | Cody Johnson                                                                                               |
| 35 | «Fancy Like»                             | Уокер Хейз                                                                                                 |
| 36 | «The Kind of Love We Make»               | Люк Комбс                                                                                                  |
| 37 | «I Ain't Worried»                        | OneRepublic                                                                                                |
| 38 | «Break My Soul»                          | Бейонсе |
| 39 | «Something in the Orange»                | Zach Bryan                                                                                                 |
| 40 | «Save Your Tears»                        | The Weeknd и Ариана Гранде                                                                                 |
| 41 | «Smokin out the Window»                  | Silk Sonic (Бруно Марс и Anderson .Paak)                                                                   |
| 42 | «Levitating»                             | Дуа Липа                                                                                                   |
| 43 | «In a Minute»                            | Lil Baby                                                                                                   |
| 44 | «Moscow Mule»                            | Бэд Банни                                                                                                  |
| 45 | «You Right»                              | Doja Cat и the Weeknd                                                                                      |
| 46 | «She Had Me at Heads Carolina»           | Коул Суинделл                                                                                              |
| 47 | «Vegas»                                  | Doja Cat                                                                                                   |
| 48 | «Pushin P»                               | Gunna и Фьючер при участии Young Thug                                                                      |
| 49 | «Buy Dirt»                               | Jordan Davis и Люк Брайан                                                                                  |
| 50 | «I Hate U»                               | SZA |